# Kościół Santi Pietro e Paolo d'Agrò
Kościół Santi Pietro e Paolo d'Agrò – kościół obronny położony ok. 2 km na południe od Casalvecchio Siculo na Sycylii.
Pierwszy kościół w tym miejscu powstał około 560 r. Został później całkowicie zniszczony przez Arabów, a następnie odbudowany w 1117 r. dzięki donacji Rogera II. Kościół doznał poważnych zniszczeń w 1169 r. z powodu silnego trzęsienia ziemi i został odnowiony w 1172 r. w stylu arabsko-normańskim. Od czasu tej renowacji kościół nie przeszedł żadnych innych zmian i dotrwał do dzisiaj praktycznie w stanie nienaruszonym. Obok istniało opactwo, które było znaczącym ośrodkiem życia duchowego, społecznego i gospodarczego aż do 1794 r., kiedy zostało przeniesione do Mesyny. Potem kościół był opuszczony i długo służył jako magazyn sprzętu rolniczego. Dopiero w latach sześćdziesiątych XX wieku został odrestaurowany i ponownie otwarty dla kultu i wizyt turystycznych.
Jest kościołem obronnym z apsydą ołtarzową skierowaną na wschód i przykładem architektury arabsko-normańskiej i protogotyckiej.

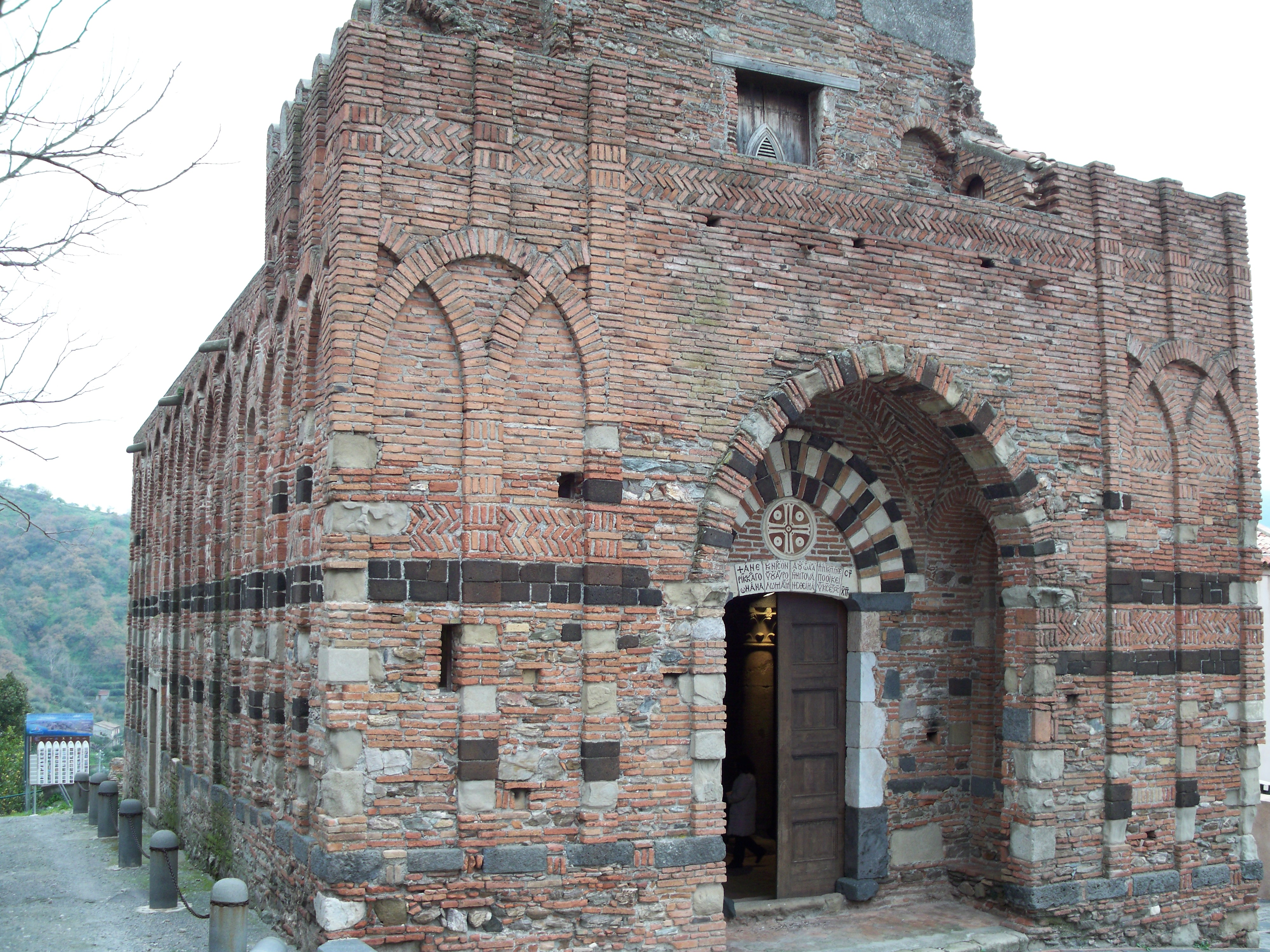
Widok fasady kościoła
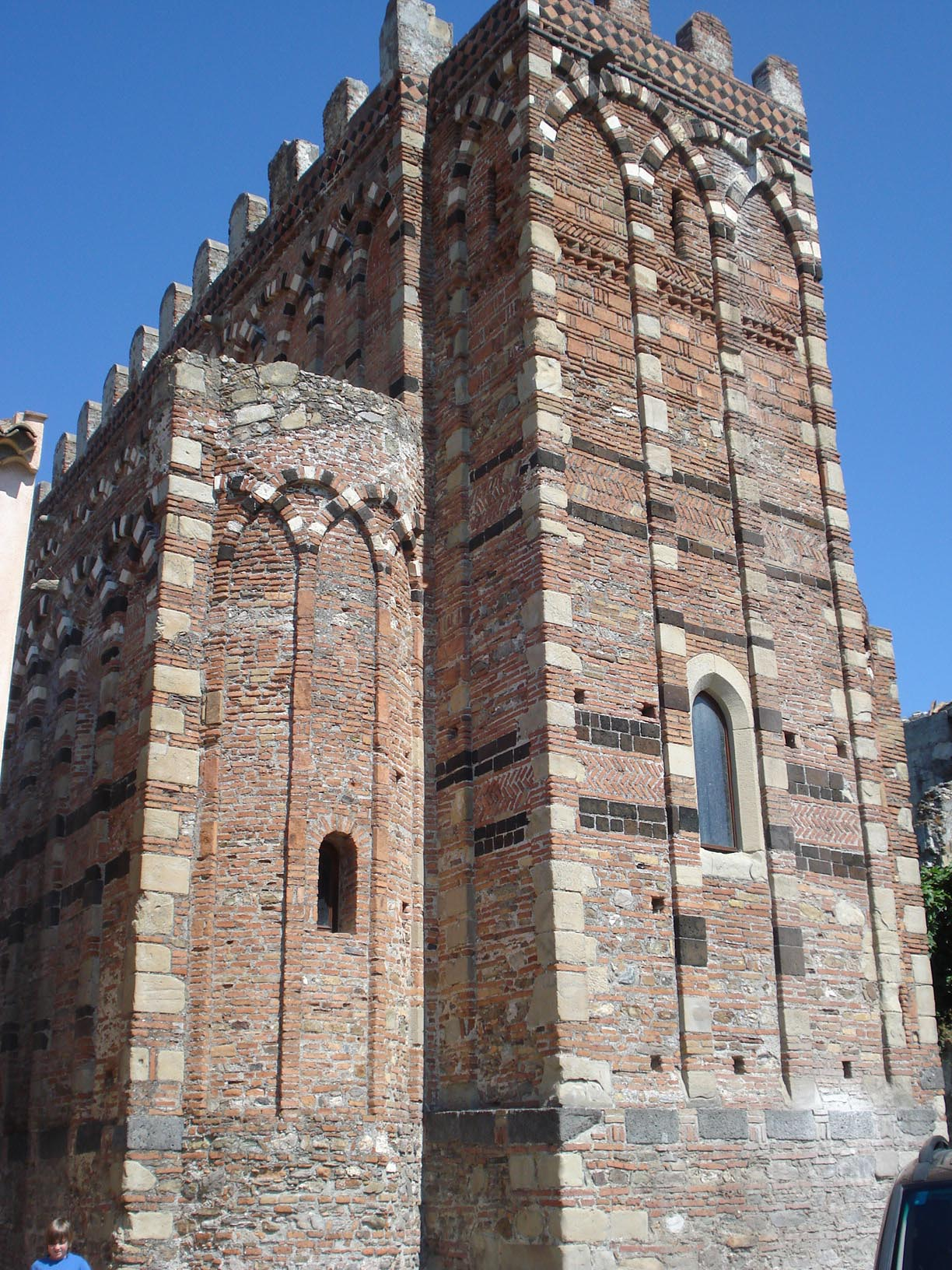
Apsyda
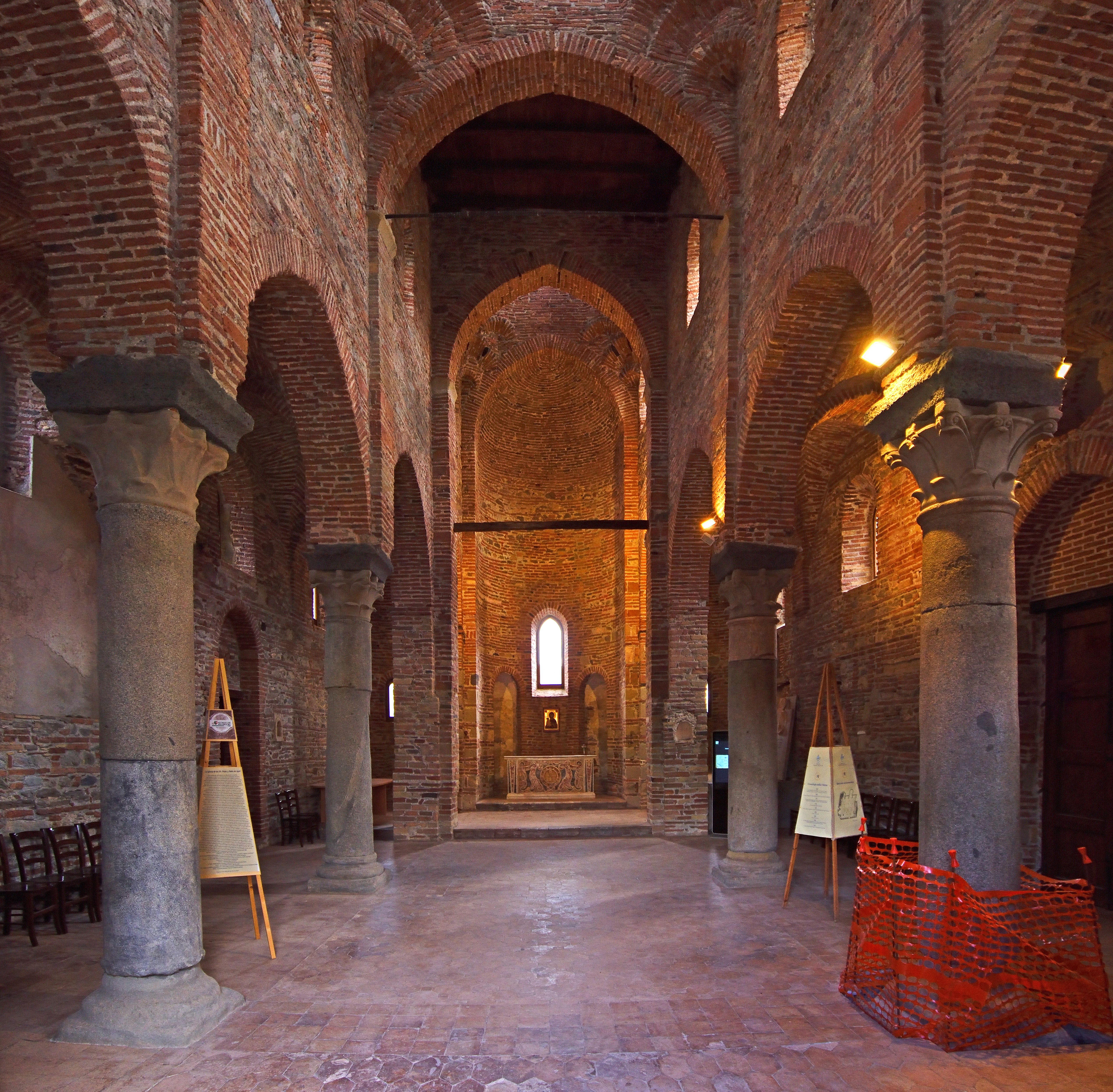
Wnętrze kościoła
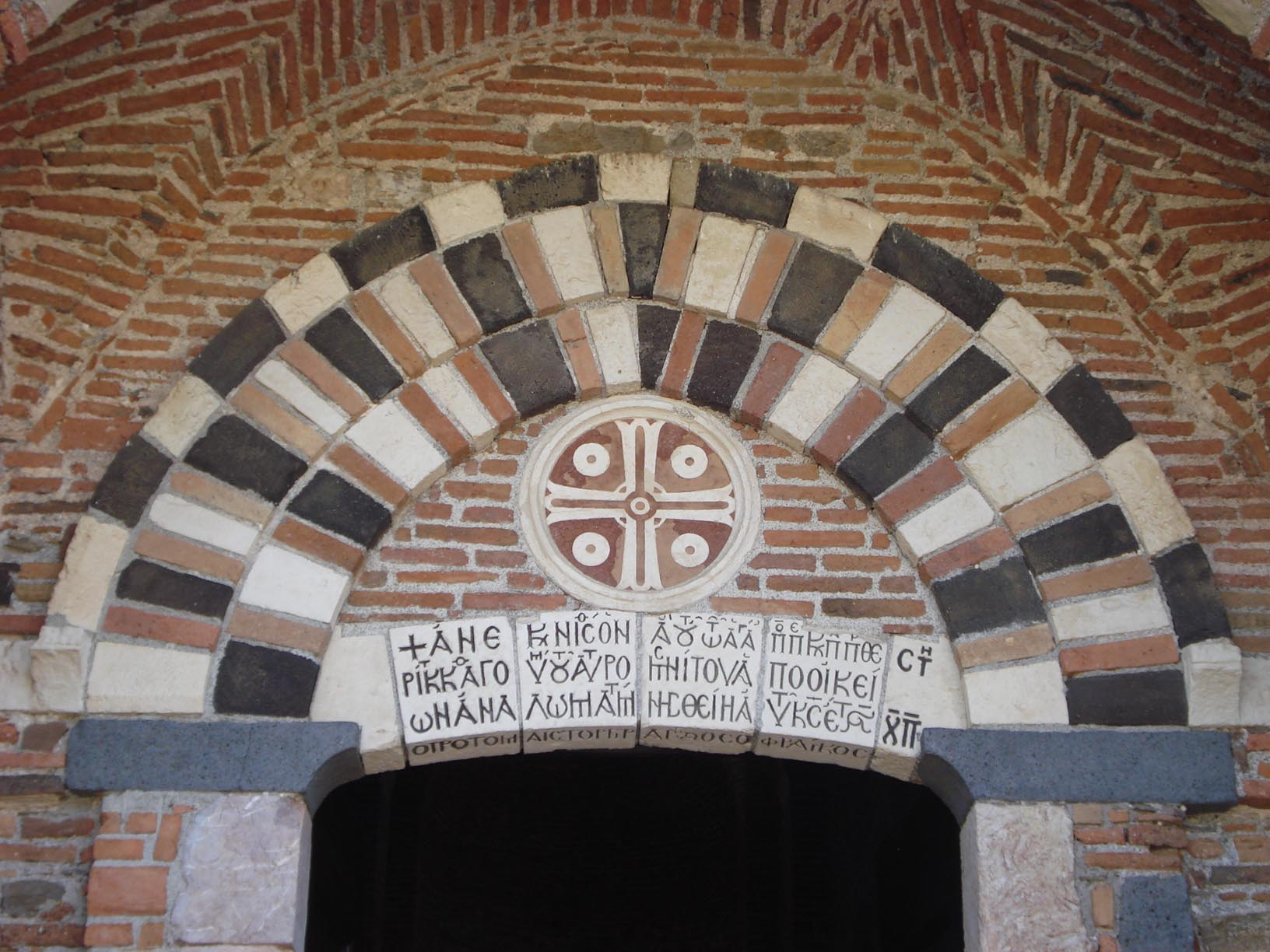
Greckie napisy nad wejściem